# Álvaro Pombo
Álvaro Pombo y García de los Ríos (Santander, 23 giugno 1939) è uno scrittore, poeta e politico spagnolo.

## Biografia
Nato a Santander nel 1939, si è laureato in filosofia all'Università Complutense di Madrid e ha ottenuto un B.A. a Birkbeck, Università di Londra.
Ha esordito nel 1973 con la raccolta poetica Protocolos e ha vinto quattro anni dopo il Premio El Bardo per la successiva collezione di liriche dal titolo Variaciones.
Con i racconti di Relatos sobre la falta de sustancia ha fatto il suo esordio nella narrativa nel 1977 e successivamente ha pubblicato numerosi romanzi spaziando tra diversi registri e generi letterari e privilegiando temi quali l'omosessualità, la morte, la religione e il rapporto tra il potere e il popolo.
Membro della Real Academia Española a partire dal 2004 (assegnato alla poltona "j"), nel corso della sua carriera ha ricevuto svariati premi letterari l'ultimo dei quali, in ordine di tempo, è stato il Premio Nadal nel 2012 per il romanzo El temblor del héroe.
Attivo politicamente, è stato candidato per il senato nel 2008 e nel 2011 con il partito Unione Progresso e Democrazia.

## Opere (parziale)

### Romanzi
- L'eroe delle mansarde di Mansard (El héroe de las mansardas de Mansard, 1983), Milano, Garzanti, 1987 traduzione di Mario Faustinelli
- El hijo adoptivo (1986)
- Los delitos insignificantes (1986)
- El parecido (1988)
- El metro de platino iridiado (1990)
- Aparición del eterno femenino contada por S. M. el Rey (1993)
- Telepena de Cecilia Cecilia Villalobo (1995)
- Vida de san Francisco de Asís (1996)
- Dove le donne (Donde las mujeres, 1996), Torino, Einaudi, 2000 traduzione di Glauco Felici ISBN 88-06-14450-2.
- La cuadratura del círculo (1999)
- El cielo raso (2001)
- Una ventana al norte (2004)
- Contra natura (2005)
- La fortuna di Matilda Turpin (La fortuna de Matilda Turpin, 2006), Roma, Verigo, 2008 traduzione di Francesco Fava ISBN 978-88-6206-010-3.
- Virginia o el interior del mundo (2009)
- La previa muerte del lugarteniente Aloof (2009)
- El temblor del héroe (2012)
- Quédate con nosotros, Señor, porque atardece (2013)
- La transformación de Johanna Sansíleri (2014)
- Un gran mundo (2015)
- La casa del reloj (2016)

### Racconti
- Relatos sobre la falta de sustancia (1977)
- Cuentos reciclados (1997)

### Poesia
- Protocolos (1973)
- Variaciones (1977)
- Hacia una constitución poética del año en curso (1980)
- Protocolos para la rehabilitación del firmamento (1992)
- Protocolos, 1973-2003 (2004)
- Los enunciados protocolarios (2009)

### Saggi
- Alrededores (2002)

## Premi e riconoscimenti
- Premio Herralde: 1983 con L'eroe delle mansarde di Mansard
- Premio Fastenrath: 1999 con La cuadratura del círculo
- Premio Planeta: 2006 con La fortuna di Matilda Turpin
- Premio Nadal: 2012 con El temblor del héroe
- Premio Miguel de Cervantes: 2024 alla carriera[7]